# 華蔵寺 (下野市)
華蔵寺（けぞうじ）は、栃木県下野市下古山にある、真言宗の仏教寺院。通称は下野大師（しもつけだいし）、下野厄除大師（しもつけやくよけだいし）。鎌倉時代から続く歴史ある寺院であるが、ペット供養や樹木葬なども取り入れている。また、ネコの保護活動に取り組んでおり、ネコが多数暮らす「にゃんにゃん堂」を境内に設置したり、猫神の御朱印を授与したりしている。

## 歴史
弘安5年（1282年）または同6年（1283年）に、児山城の初代城主である児山朝定が、宇都宮の一向寺の住職の一道上人を招いて建立した。一向寺は児山氏の宗家・宇都宮氏が宇都宮城廓内の西方に建てた寺院であり、宗家への崇敬の念から城郭内に寺院を設けたものと考えられる。当時の寺名は児永山大通寺高名院、宗旨は時宗で、朝定は同寺を祈願所とした。一道は、一向寺と大通寺を何度か往復したものと推測される。
建武元年（1334年）、2代城主の児山朝行は、永尊上人を招いて寺院を再建し、寺名を児栄山（じえいざん）実勝院花蔵寺に改め、真言宗に宗旨替えした。花蔵寺が華蔵寺に変わった時期は不明である。
文化3年（1806年）時点では門徒11寺を有し、嘉永2年7月（グレゴリオ暦：1849年8月 - 9月）には64代住職の成栄法師が堂塔を再興したことが分かっている。
学制の発布に伴い、1874年（明治7年）1月に華蔵寺を借用した啓蒙学舎第一番分校が開校した。同校は1876年（明治9年）に正倫学校に改称、1884年（明治17年）に境内の民家に移転した。
児山城主が建立し、児山城二の丸にあったにもかかわらず、華蔵寺には城主の墓がないため、長年、児山城の存在すら疑う見解があった。1980年代になって、古山小学校付近で行われた土地区画整理事業の際に10基ほどの五輪塔がまとまって発掘され、それが平安時代から鎌倉時代にかけてのものであることが確認され、更に出土地点に児栄山宝泉院という華蔵寺の別院があったことが判明した。このことから、宝泉院が児山氏の菩提寺であり、五輪塔は歴代城主の墓であると推定された。
2021年（令和3年）7月から8月にかけて、1,000個の風鈴を飾った風鈴まつりを初めて開催した。この風鈴は崇敬者から寄付されたものである。

## 文化財
本尊は大日如来である。薬師三尊、十二神将を祀り、薬師如来は元禄11年（1696年）に、中興者の永尊から数えて51代目の住職である俊栄が作ったものである。観音菩薩と勢至菩薩には享保8年7月（グレゴリオ暦：1723年8月）の銘がある。また歓喜天を祀り、歓喜天が秘仏であるが故に御利益が多く、江戸時代に崇敬を集めたとされる。寺では、仏像の写真撮影を禁止している。
以下は、華蔵寺が所有する下野市指定文化財である。
|   | 文化財名称         | 文化財種別           | 時代     | 指定年月日    | 備考                           |
| - | ------------------ | -------------------- | -------- | ------------- | ------------------------------ |
| 1 | 薬師三尊立像       | 有形文化財（彫刻）   | 江戸時代 | 1968年10月1日 | 51代・俊栄の作。               |
| 2 | 胎蔵界大日如来坐像 | 有形文化財（彫刻）   | 江戸時代 | 1968年10月1日 | 本尊。                         |
| 3 | 本堂格天井         | 有形文化財（工芸品） | 江戸時代 | 1968年10月1日 | 画家・菊地愛山の作。80点ある。 |

山門から本堂に向かう参道の西に墓地があるが、古い石碑がないことから、児山城内の一部が後代に墓地化したものと推定されている。

## 特色
安産祈願や水子供養などの信仰がある。
滝行を含む修行体験を実施しており、ペット供養も受け付けている。墓地には樹木葬用の区画やペットと飼い主を一緒に埋葬する墓もある。

### ネコ
ネコは経典をネズミから守ってくれる存在として、仏教では大切にされてきた生き物である。華蔵寺は、寺院前の道路沿いに紅白の大きな招き猫を置き、にゃんにゃん堂を境内に設け、多数のネコを保護している。また、ネコの保護を応援するために、猫神の御朱印や、「福招き猫守り」というストラップ型のお守りを授与している。

### 御朱印
御朱印は、通常の8種類のほか、根本仏四連に「猫神」を加えた5連のものを用意している。5連の御朱印には猫の形の割り印を押印する。希望すれば、脇仏など任意の仏を追加した御朱印の授与を受けることが可能である。ただし、猫神単体の御朱印は、「猫神は仏様ではない」という理由で授与していない。